# SV Darmstadt 98/Saison 2025/26
Die Saison 2025/26 des SV Darmstadt 98 ist die 128. Saison in der Vereinsgeschichte. In dieser Zweitligasaison 2025/26 treten die Lilien zum zweiten Mal in Folge in der 2. Bundesliga sowie im DFB-Pokal 2025/26 an.

## Personalien

### Sportliche Leitung und Vereinsführung
| Name                                | Funktion                                                   |
| Trainer- und Betreuerstab           | Trainer- und Betreuerstab                                  |
| ----------------------------------- | ---------------------------------------------------------- |
| Florian Kohfeldt                    | Cheftrainer                                                |
| Darius Scholtysik                   | Co-Trainer                                                 |
| Martin Heck                         | Co-Trainer                                                 |
| Alexander Kynaß                     | Torwart-Trainer                                            |
| Alexander Ryan                      | Athletiktrainer                                            |
| Christopher Busse                   | Athletiktrainer                                            |
| Florian Bauer                       | Athletiktrainer                                            |
| Immanuel Höhn                       | Videoanalyse                                               |
| Maximilian Kohl                     | Videoanalyse                                               |
| Johannes Behlau                     | Videoanalyse                                               |
| Jonas Nietzel                       | Teammanager                                                |
| Michael Richter                     | Teambetreuer                                               |
| Oliver Zach                         | Teambetreuer                                               |
| Morris Sepoetro                     | Physiotherapeuten                                          |
| Maximilian Schubert                 | Physiotherapeuten                                          |
| Katrin Herbig                       | Physiotherapeuten                                          |
| Dr. Philip Jessen                   | Mannschaftsärzte                                           |
| Dr. Alexander Lesch                 | Mannschaftsärzte                                           |
| Dr. Mareike Großhauser              | Ernährungsberatung                                         |
| Sportliche Leitung und Organisation |                                                            |
| Paul Fernie                         | Sportdirektor                                              |
| Michael Stegmayer                   | Leiter Organisation Lizenzspielerabteilung                 |
| Philipp Gründler                    | Leiter Kaderplanung & Live-Scouting                        |
| Präsidium                           |                                                            |
| Rüdiger Fritsch                     | Präsident                                                  |
| Markus Pfitzner                     | Vize-Präsident                                             |
| Volker Harr                         | Vize-Präsident                                             |
| Anne Baumann                        | Finanzen                                                   |
| Wolfgang Arnold                     | Amateurabteilungen, Infrastruktur, Logistik und Sicherheit |
| Uwe Kuhl                            | Sportliche Entwicklung und Nachwuchsleistungszentrum       |
| Geschäftsstelle                     |                                                            |
| Michael Weilguny                    | Kaufmännischer Geschäftsführer                             |
| Martin Kowalewski                   | Geschäftsführer Marketing & Vertrieb                       |
| Tom Eilers                          | Geschäftsführer Lizenzspielerbereich                       |
| Daniel Wurtz                        | Leiter Finanzen, Controlling & Personal                    |
| Florian Holzbrecher                 | Leitung Event & CSR                                        |
| Jonas Duttine                       | Leitung Sponsoring & Partnermanagement                     |
| Alex Hein                           | Leitung Spielbetrieb & Sicherheit                          |
| Jan Bergholz                        | Leitung Medien & PR                                        |
| Nachwuchsleistungszentrum           |                                                            |
| Björn Kopper                        | Leiter Nachwuchsleistungszentrum                           |
| Björn Müller                        | Sportlicher Leiter                                         |
| Tim Kuhl                            | Organisatorischer Leiter                                   |
| Gösta Kiefer                        | Pädagogischer Leiter                                       |
| Etienne Massaguié                   | Leiter Scouting                                            |
| Maximilian Mehring                  | Übergangstrainer                                           |
| Daniel Petrowsky                    | Cheftrainer U21                                            |
| Pascal Laier                        | Co-Trainer U21                                             |
| Sebastian Schmitt                   | Co-Trainer U21                                             |
| Patrick Kurt                        | Cheftrainer U19                                            |
| Lukas Müller                        | Co-Trainer U19                                             |
| Eric Ledwina                        | Cheftrainer U17                                            |
| Dominik Josic                       | Co-Trainer U17                                             |
| Carsten Neuberth                    | Cheftrainer U15                                            |
| Tim-Daniel Hoster                   | Co-Trainer U15                                             |
| Michael Fischer                     | Koordinator U14 bis U10                                    |
| Paul Hager                          | Organisation                                               |
| Steffen Karlin                      | Organisation                                               |
| Vincent Schmidt                     | Organisation                                               |

### Kader
| Kader Saison 2025/26 | Kader Saison 2025/26 | Kader Saison 2025/26 | Kader Saison 2025/26 | Kader Saison 2025/26 | Kader Saison 2025/26 | Kader Saison 2025/26 | Kader Saison 2025/26 |
| Nr.                  | Spieler              | Nat.                 | Geburtsdatum         | im Verein seit       | vorheriger Verein    | Spiele/Tore BL       | Spiele/Tore 2BL      |
| Torhüter             | Torhüter             | Torhüter             | Torhüter             | Torhüter             | Torhüter             | Torhüter             | Torhüter             |
| -------------------- | -------------------- | -------------------- | -------------------- | -------------------- | -------------------- | -------------------- | -------------------- |
| 01                   | Marcel Schuhen       | Deutschland          | 13.01.1993           | 2019                 | SV Sandhausen        | 31/0                 | 211/0                |
| 24                   | Benedikt Börner      | Deutschland          | 10.04.2006           | 2025                 | VfL Wolfsburg        | 0/0                  | 0/0                  |
| 30                   | Alexander Brunst     | Deutschland          | 07.07.1995           | 2022                 | Vejle BK             | 3/0                  | 22/0                 |
| Abwehr               |                      |                      |                      |                      |                      |                      |                      |
| 02                   | Sergio López         | Spanien              | 08.04.1999           | 2024                 | FC Basel             | 0/0                  | 31/3                 |
| 03                   | Leon Klassen         | Russland             | 29.05.2000           | 2025                 | Lyngby BK            | 0/0                  | 0/0                  |
| 05                   | Matej Maglica        | Kroatien             | 25.09.1998           | 2023                 | VfB Stuttgart        | 27/1                 | 18/0                 |
| 06                   | Patric Pfeiffer      | Ghana                | 20.08.1999           | 2025                 | FC Augsburg          | 11/0                 | 88/6                 |
| 14                   | Meldin Drešković     | Montenegro           | 26.03.1998           | 2025                 | Debreceni Vasutas SC | 0/0                  | 2/0                  |
| 20                   | Aleksandar Vukotić   | Serbien              | 22.07.1995           | 2024                 | SV Wehen Wiesbaden   | 0/0                  | 60/5                 |
| 26                   | Matthias Bader       | Deutschland          | 17.06.1997           | 2020                 | 1. FC Köln           | 25/1                 | 110/4                |
| 32                   | Fabian Holland       | Deutschland          | 11.07.1990           | 2014                 | Hertha BSC           | 72/0                 | 231/7                |
| 38                   | Clemens Riedel       | Deutschland          | 19.07.2003           | 2019                 | TSG Wieseck          | 14/0                 | 61/1                 |
| 46                   | Tim Arnold           | Deutschland          | 29.07.2006           | 2016                 | Eigene Jugend        | 0/0                  | 0/0                  |
| 48                   | Max Pfister          | Deutschland          | 03.04.2007           | 2022                 | 1. FSV Mainz 05      | 0/0                  | 0/0                  |
| Mittelfeld           |                      |                      |                      |                      |                      |                      |                      |
| 10                   | Jean-Paul Boëtius    | Niederlande          | 27.03.1994           | 2025                 | Hertha BSC           | 143/12               | 12/0                 |
| 15                   | Fabian Nürnberger    | Bulgarien            | 28.07.1999           | 2023                 | 1. FC Nürnberg       | 21/1                 | 128/8                |
| 16                   | Hiroki Akiyama       | Japan                | 09.12.2000           | 2025                 | Albirex Niigata      | 0/0                  | 0/0                  |
| 17                   | Kai Klefisch         | Deutschland          | 03.12.1999           | 2024                 | SC Paderborn 07      | 0/0                  | 68/4                 |
| 21                   | Merveille Papela     | Deutschland          | 18.01.2001           | 2024                 | 1. FSV Mainz 05      | 17/0                 | 51/3                 |
| 23                   | Marco Richter        | Deutschland          | 24.11.1997           | 2025                 | 1. FSV Mainz 05      | 176/24               | 30/1                 |
| 28                   | Paul Will            | Deutschland          | 01.03.1999           | 2024                 | Dynamo Dresden       | 0/0                  | 27/2                 |
| 44                   | Yōsuke Furukawa      | Japan                | 16.07.2003           | 2025                 | Júbilo Iwata         | 0/0                  | 0/0                  |
| 47                   | Othmane El Idrissi   | Marokko              | 07.10.2006           | 2021                 | Rot-Weiss Frankfurt  | 0/0                  | 1/0                  |
| Angriff              |                      |                      |                      |                      |                      |                      |                      |
| 07                   | Isac Lidberg         | Schweden             | 08.09.1998           | 2024                 | FC Utrecht           | 0/0                  | 28/14                |
| 08                   | Luca Marseiler       | Deutschland          | 18.02.1997           | 2024                 | Viktoria Köln        | 0/0                  | 31/3                 |
| 09                   | Fraser Hornby        | Schottland           | 13.09.1999           | 2023                 | Stade Reims          | 7/0                  | 28/12                |
| 19                   | Fynn Lakenmacher     | Deutschland          | 10.05.2000           | 2024                 | TSV 1860 München     | 0/0                  | 30/1                 |
| 22                   | Serhat-Semih Güler   | Deutschland          | 12.07.1997           | 2025                 | Viktoria Köln        | 0/0                  | 10/0                 |
| 27                   | Bartosz Białek       | Polen                | 11.11.2001           | 2025                 | VfL Wolfsburg        | 31/2                 | 0/0                  |
| 34                   | Killian Corredor     | Frankreich           | 04.11.2000           | 2024                 | AF Rodez             | 0/0                  | 32/8                 |

- Stand Kader: 31. Juli 2025[1]
- Stand Leistungsdaten: 30. Juni 2025[2]

### Transfers

#### Transfers Sommer 2025
| Hiroki Akiyama     | Albirex Niigata a. |
| Tim Arnold         | SV Darmstadt 98 II |
| Bartosz Białek     | VfL Wolfsburg      |
| Benedikt Börner    | VfL Wolfsburg U19  |
| Yōsuke Furukawa    | Júbilo Iwata       |
| Serhat-Semih Güler | Viktoria Köln      |
| Leon Klassen       | Lyngby BK          |
| Patric Pfeiffer    | FC Augsburg        |
| Max Pfister        | SV Darmstadt 98 II |
| Marco Richter      | 1. FSV Mainz 05 a. |

| Asaf Arania          | MS Aschdod             |
| Nico Baier           | GKS Tychy              |
| Guille Bueno         | Borussia Dortmund w.a. |
| Philipp Förster      | Ziel unbekannt         |
| Tobias Kempe         | Ziel unbekannt         |
| Steve Kroll          | Karriereende           |
| Andreas Müller       | Karlsruher SC          |
| Marco Thiede         | Anagennisi Karditsa    |
| Oscar Vilhelmsson    | Preußen Münster        |
| Christoph Zimmermann | Ziel unbekannt         |

| Karol Niemczycki  | MS Aschdod w.a.         |
| Filip Stojilković | OFK Belgrad w.a.        |
| Fabio Torsiello   | SpVgg Unterhaching w.a. |

| Karol Niemczycki  | MS Aschdod          |
| Filip Stojilković | KS Cracovia         |
| Fabio Torsiello   | Alemannia Aachen a. |

## Spiele

### 2. Bundesliga
Die Tabelle listet alle Spiele des Vereins in der 2. Fußball-Bundesliga 2025/26 auf. Siege sind grün, Unentschieden sind gelb und Niederlagen sind rot hinterlegt. Kursiv geschriebene Daten sind noch nicht final terminiert.
| ST | Datum              | Gegner                 | Platz    | Ort                                         | Zuschauer | Ergebnis  | Tore                                                                                               |
| -- | ------------------ | ---------------------- | -------- | ------------------------------------------- | --------- | --------- | -------------------------------------------------------------------------------------------------- |
| 1  | 2. August 2025     | VfL Bochum             | Heim     | Merck-Stadion am Böllenfalltor, Darmstadt   | 17.810    | 4:1 (2:1) | 1:0 Lidberg (5.), 1:1 Broschinski (34.), 2:1 Lidberg (45.+1), 3:1 Lidberg (47.), 4:1 Vukotić (56.) |
| 2  | 8. August 2025     | 1. FC Nürnberg         | Auswärts | Max-Morlock-Stadion, Nürnberg               | 32.455    | 0:1 (0:0) | 0:1 Corredor (90.+4)                                                                               |
| 3  | 24. August 2025    | Hertha BSC             | Heim     | Merck-Stadion am Böllenfalltor, Darmstadt   |           | -:- (-:-) | |
| 4  | 31. August 2025    | 1. FC Kaiserslautern   | Auswärts | Fritz-Walter-Stadion, Kaiserslautern        |           | -:- (-:-) | |
| 5  | 13. September 2025 | Eintracht Braunschweig | Heim     | Merck-Stadion am Böllenfalltor, Darmstadt   |           | -:- (-:-) | |
| 6  | 21. September 2025 | Fortuna Düsseldorf     | Auswärts | Merkur Spiel-Arena, Düsseldorf              |           | -:- (-:-) | |
| 7  | 26. September 2025 | Dynamo Dresden         | Heim     | Merck-Stadion am Böllenfalltor, Darmstadt   |           | -:- (-:-) | |
| 8  | 5. Oktober 2025    | Holstein Kiel          | Auswärts | Holstein-Stadion, Kiel                      |           | -:- (-:-) | |
| 9  | 19. Oktober 2025   | 1. FC Magdeburg        | Heim     | Merck-Stadion am Böllenfalltor, Darmstadt   |           | -:- (-:-) | |
| 10 | 26. Oktober 2025   | FC Schalke 04          | Auswärts | Veltins-Arena, Gelsenkirchen                |           | -:- (-:-) | |
| 11 | 2. November 2025   | Arminia Bielefeld      | Heim     | Merck-Stadion am Böllenfalltor, Darmstadt   |           | -:- (-:-) | |
| 12 | 9. November 2025   | Hannover 96            | Auswärts | Heinz-von-Heiden-Arena, Hannover            |           | -:- (-:-) | |
| 13 | 23. November 2025  | SpVgg Greuther Fürth   | Heim     | Merck-Stadion am Böllenfalltor, Darmstadt   |           | -:- (-:-) | |
| 14 | 30. November 2025  | SV Elversberg          | Auswärts | Waldstadion Kaiserlinde, Spiesen-Elversberg |           | -:- (-:-) | |
| 15 | 7. Dezember 2025   | Karlsruher SC          | Heim     | Merck-Stadion am Böllenfalltor, Darmstadt   |           | -:- (-:-) | |
| 16 | 14. Dezember 2025  | Preußen Münster        | Heim     | Merck-Stadion am Böllenfalltor, Darmstadt   |           | -:- (-:-) | |
| 17 | 21. Dezember 2025  | SC Paderborn 07        | Auswärts | Home-Deluxe-Arena, Paderborn                |           | -:- (-:-) | |
| 18 | 18. Januar 2026    | VfL Bochum             | Auswärts | Ruhrstadion, Bochum                         |           | -:- (-:-) | |
| 19 | 25. Januar 2026    | 1. FC Nürnberg         | Heim     | Merck-Stadion am Böllenfalltor, Darmstadt   |           | -:- (-:-) | |
| 20 | 1. Februar 2026    | Hertha BSC             | Auswärts | Olympiastadion, Berlin                      |           | -:- (-:-) | |
| 21 | 8. Februar 2026    | 1. FC Kaiserslautern   | Heim     | Merck-Stadion am Böllenfalltor, Darmstadt   |           | -:- (-:-) | |
| 22 | 15. Februar 2026   | Eintracht Braunschweig | Auswärts | Eintracht-Stadion, Braunschweig             |           | -:- (-:-) | |
| 23 | 22. Februar 2026   | Fortuna Düsseldorf     | Heim     | Merck-Stadion am Böllenfalltor, Darmstadt   |           | -:- (-:-) | |
| 24 | 1. März 2026       | Dynamo Dresden         | Auswärts | Rudolf-Harbig-Stadion, Dresden              |           | -:- (-:-) | |
| 25 | 8. März 2026       | Holstein Kiel          | Heim     | Merck-Stadion am Böllenfalltor, Darmstadt   |           | -:- (-:-) | |
| 26 | 15. März 2026      | 1. FC Magdeburg        | Auswärts | Avnet Arena, Magdeburg                      |           | -:- (-:-) | |
| 27 | 22. März 2026      | FC Schalke 04          | Heim     | Merck-Stadion am Böllenfalltor, Darmstadt   |           | -:- (-:-) | |
| 28 | 5. April 2026      | Arminia Bielefeld      | Auswärts | SchücoArena, Bielefeld                      |           | -:- (-:-) | |
| 29 | 12. April 2026     | Hannover 96            | Heim     | Merck-Stadion am Böllenfalltor, Darmstadt   |           | -:- (-:-) | |
| 30 | 19. April 2026     | SpVgg Greuther Fürth   | Auswärts | Sportpark Ronhof, Fürth                     |           | -:- (-:-) | |
| 31 | 26. April 2026     | SV Elversberg          | Heim     | Merck-Stadion am Böllenfalltor, Darmstadt   |           | -:- (-:-) | |
| 32 | 3. Mai 2026        | Karlsruher SC          | Auswärts | Wildparkstadion, Karlsruhe                  |           | -:- (-:-) | |
| 33 | 10. Mai 2026       | Preußen Münster        | Auswärts | Preußenstadion, Münster                     |           | -:- (-:-) | |
| 34 | 17. Mai 2026       | SC Paderborn 07        | Heim     | Merck-Stadion am Böllenfalltor, Darmstadt   |           | -:- (-:-) | |

### DFB-Pokal
Als Zweitligist war Darmstadt automatisch für den DFB-Pokal 2025/26 qualifiziert. In der ersten Runde trat man beim Regionalligisten VfB Lübeck an.
| Runde    | Datum               | Gegner     | Liga des Gegners        | Platz    | Ort                             | Zuschauer | Ergebnis  | Tore                                                     |
| -------- | ------------------- | ---------- | ----------------------- | -------- | ------------------------------- | --------- | --------- | -------------------------------------------------------- |
| 1. Runde | 16. August 2025     | VfB Lübeck | Regionalliga Nord (IV.) | Auswärts | Stadion an der Lohmühle, Lübeck | 8.682     | 1:2 (0:1) | 0:1 Maglica (34.), 0:2 Hornby (73.), 1:2 Becken (90.+1.) |
| 2. Runde | 28/29. Oktober 2025 |            |                         |          |                                 | -:- (-:-) |           |                                                          |

### Testspiele
Diese Tabelle führt die ausgetragenen Testspiele der ersten Mannschaft in der Saison 2025/26 auf. Siege sind grün, Unentschieden sind gelb und Niederlagen sind rot hinterlegt.
| Datum          | Gegner                 | Liga des Gegners                | Platz    | Ort                                             | Zuschauer | Ergebnis         | Tore |
| -------------- | ---------------------- | ------------------------------- | -------- | ----------------------------------------------- | --------- | ---------------- | --- |
| 29. Juni 2025  | SV Traisa              | Kreisoberliga Darmstadt (VIII.) | Auswärts | Sportplatz am roten Berg, Traisa                | 500       | 0:24 (0:9)       | 0:1 Güler (2.), 0:2 Marseiler (13.), 0:3 Güler (21.), 0:4 Marseiler (30.), 0:5 Ley (31., Eigentor), 0:6 Lidberg (33.), 0:7 Klassen (34.), 0:8 Lidberg (40., Elfmeter), 0:9 Lidberg (45.), 0:10 Lakenmacher (52.), 0:11 Arnold (59.), 0:12 Lakenmacher (61.), 0:13 Lakenmacher (66.), 0:14 Lakenmacher (67.), 0:15 Hornby (74.), 0:16 Corredor (76.), 0:17 Corredor (78.), 0:18 Arnold (79.), 0:19 Corredor (81.), 0:20 López (82.), 0:21 Lakenmacher (85.), 0:22 Steineck (87.), 0:23 Maglica (89.), 0:24 Corredor (90.) |
| 2. Juli 2025   | Viktoria Aschaffenburg | Regionalliga Bayern (IV.)       | Neutral  | Sportanlage an der Ruh, Reichelsheim (Odenwald) | 300       | 4:1 (1:0)        | 1:0 Lakenmacher (45.), 2:0 Hornby (58.), 2:1 Desch (59.), 3:1 Hornby (65.), 4:1 Güler (85.) |
| 9. Juli 2025   | Notts County           | EFL League Two (IV.)            | Heim     | Merck-Stadion am Böllenfalltor, Darmstadt       | 4.700     | 2:1 (2:0)        | 1:0 Hornby (14.), 2:0 Hornby (20.), 2:1 Grant (78.) |
| 17. Juli 2025  | FC St. Gallen          | Super League (I.)               | Neutral  | Stadion am unterem Hart, Bad Wörishofen         | 50        | 4:2 (4:1)        | 0:1 Vogt (8.), 1:1 Marseiler (11.), 2:1 Vukotić (15.), 3:1 Hornby (25., Elfmeter), 4:1 Corredor (45.), 4:2 Quintillà (84.) |
| 17. Juli 2025  | FV Rot-Weiß Weiler     | Landesliga Württemberg (VII.)   | Auswärts | Stadion am unterem Hart, Bad Wörishofen         | 50        | 0:9 (0:4)        | 0:1 Güler (5.), 0:2 Lakenmacher (15.), 0:3 Güler (20.), 0:4 Güler (25.), 0:5 Lakenmacher (53.), 0:6 Steineck (56.), 0:7 Lakenmacher (72.), 0:8 Steineck (72.), 0:9 Güler (81.) |
| 26. Juli 2025  | TSG 1899 Hoffenheim    | 1. Bundesliga                   | Auswärts | Dietmar-Hopp-Stadion, Hoffenheim                | 1.000     | 5:1 (1:0, 3:1) 1 | 1:0 Asllani (10.), 2:0 Bernardo (51.), 3:0 Kramarić (83.), 3:1 Furukawa (85.), 4:1 Kramarić (99., Elfmeter), 5:1 Kramarić (105.+1, Elfmeter) |
| 9. August 2025 | 1. FC Schweinfurt 05   | 3. Liga                         | Neutral  | Sportplatz Mühlberg, Frammersbach               | 100       | 6:1 (1:0)        | 1:0 Białek (43.), 2:0 Holland (49.), 3:0 MeierU19 (54.), 4:0 Güler (65.), 5:0 Lakenmacher (67.), 6:0 Güler (79.), 6:1 Grimbs (83.) |

## Saisonverlauf
| Spieltag | 1 | 2 | 3 | 4 | 5 | 6 | 7 | 8 | 9 | 10 | 11 | 12 | 13 | 14 | 15 | 16 | 17 | 18 | 19 | 20 | 21 | 22 | 23 | 24 | 25 | 26 | 27 | 28 | 29 | 30 | 31 | 32 | 33 | 34 |
| -------- | - | - | - | - | - | - | - | - | - | -- | -- | -- | -- | -- | -- | -- | -- | -- | -- | -- | -- | -- | -- | -- | -- | -- | -- | -- | -- | -- | -- | -- | -- | -- |
| Spielort | H | A | H | A | H | A | H | A | H | A  | H  | A  | H  | A  | H  | H  | A  | A  | H  | A  | H  | A  | H  | A  | H  | A  | H  | A  | H  | A  | H  | A  | A  | H  |
| Resultat | S | S |   |   |   |   |   |   |   |    |    |    |    |    |    |    |    |    |    |    |    |    |    |    |    |    |    |    |    |    |    |    |    |    |
| Platz    | 2 | 2 |   |   |   |   |   |   |   |    |    |    |    |    |    |    |    |    |    |    |    |    |    |    |    |    |    |    |    |    |    |    |    |    |

Legende: Spielort: H = Heim; A = Auswärts. Resultat: S = Sieg; U = Unentschieden; N = Niederlage

## Zuschauerzahlen
Folgende Tabelle bietet einen Vergleich der Zuschauerzahlen der Heim- und Auswärtsspiele des SV Darmstadt 98 im Ligabetrieb dieser Saison. Die Vereine sind nach Austragungsreihenfolge der Heimspiele nach Spieltag sortiert.
| Gegner in Heimspielreihenfolge | Heimspiel | Auswärtsspiel | Austragungsort beim Auswärtsspiel                     |
| ------------------------------ | --------- | ------------- | ----------------------------------------------------- |
| 1. VfL Bochum                  | 17.810    |               | Ruhrstadion, Bochum                                   |
| 2. Hertha BSC                  |           |               | Olympiastadion, Berlin                                |
| 3. Eintracht Braunschweig      |           |               | Eintracht-Stadion, Braunschweig                       |
| 4. Dynamo Dresden              |           |               | Rudolf-Harbig-Stadion, Dresden                        |
| 5. 1. FC Magdeburg             |           |               | Avnet Arena, Magdeburg                                |
| 6. Arminia Bielefeld           |           |               | SchücoArena, Bielefeld                                |
| 7. SpVgg Greuther Fürth        |           |               | Sportpark Ronhof, Fürth                               |
| 8. Karlsruher SC               |           |               | Wildparkstadion, Karlsruhe                            |
| 9. Preußen Münster             |           |               | Preußenstadion, Münster                               |
| 10. 1. FC Nürnberg             |           | 32.455        | Max-Morlock-Stadion, Nürnberg                         |
| 11. 1. FC Kaiserslautern       |           |               | Fritz-Walter-Stadion, Kaiserslautern                  |
| 12. Fortuna Düsseldorf         |           |               | Merkur Spiel-Arena, Düsseldorf                        |
| 13. Holstein Kiel              |           |               | Holstein-Stadion, Kiel                                |
| 14. FC Schalke 04              |           |               | Veltins-Arena, Gelsenkirchen                          |
| 15. Hannover 96                |           |               | Heinz-von-Heiden-Arena, Hannover                      |
| 16. SV Elversberg              |           |               | Waldstadion Kaiserlinde, Spiesen-Elversberg           |
| 17. SC Paderborn 07            |           |               | Home-Deluxe-Arena, Paderborn                          |
| Im Schnitt:                    |           |               | Heimspiele: Merck-Stadion am Böllenfalltor, Darmstadt |

## SV Darmstadt 98 II
In dieser Hessenligasaison 2025/26 tritt die U21 der Lilien zum zweiten Mal in Folge in der Hessenliga an.
Ihre Heimspiele trägt die zweite Mannschaft im 16,4 Kilometer vom Stadion am Böllenfalltor entfernten „Sportplatz am Hinkelstein“ in Alsbach-Hähnlein, Heimat des siebtklassigen Gruppenligisten FC Alsbach, aus. Cheftrainer ist Daniel Petrowsky, der von den Co-Trainern Pascal Laier und Sebastian Schmitt unterstützt wird.

### Kader
| Kader Saison 2025/26 | Kader Saison 2025/26 | Kader Saison 2025/26 | Kader Saison 2025/26 | Kader Saison 2025/26 | Kader Saison 2025/26 |          |          |
| Nr.                  | Spieler              | Nat.                 | Geburtsdatum         | im Verein seit       | vorheriger Verein    |          |          |
| Torhüter             | Torhüter             | Torhüter             | Torhüter             | Torhüter             | Torhüter             | Torhüter | Torhüter |
| -------------------- | -------------------- | -------------------- | -------------------- | -------------------- | -------------------- | -------- | -------- |
| 01                   | Til Rohde            | Deutschland          | 21.03.2007           | 2021                 | Eigene Jugend        |          |          |
| 22                   | Emil Hagemann        | Deutschland          | 03.06.2006           | 2023                 | Würzburger Kickers   |          |          |
| 23                   | Mauritius Schönig    | Deutschland          | 24.05.2006           | 2025                 | TSG 1899 Hoffenheim  |          |          |
| 40                   | Benedikt Börner 1    | Deutschland          | 10.04.2006           | 2025                 | VfL Wolfsburg        |          |          |
| Abwehr               |                      |                      |                      |                      |                      |          |          |
| 03                   | Kelvin Kunstmann     | Deutschland          | 23.01.2007           | 2024                 | Eintracht Frankfurt  |          |          |
| 04                   | Burak Karakaya       | Deutschland          | 11.07.2005           | 2025                 | SV Gonsenheim        |          |          |
| 05                   | Marcello Maier       | Deutschland          | 04.03.2007           | 2025                 | TSG 1899 Hoffenheim  |          |          |
| 15                   | Markus Ballmert      | Deutschland          | 27.11.1993           | 2024                 | FC Bayern Alzenau    |          |          |
| 17                   | Loann Schnerring     | Deutschland          | 19.02.2006           | 2025                 | Stuttgarter Kickers  |          |          |
| 20                   | Meldin Drešković 1   | Montenegro           | 26.03.1998           | 2025                 | Debreceni Vasutas SC |          |          |
| 21                   | Aziz Alagi           | Griechenland         | 07.03.2006           | 2025                 | SV Sandhausen        |          |          |
| 25                   | Bastian Görtler      | Deutschland          | 17.01.2006           | 2024                 | 1. FSV Mainz 05      |          |          |
| 46                   | Tim Arnold 1         | Deutschland          | 29.07.2006           | 2016                 | Eigene Jugend        |          |          |
| 48                   | Max Pfister 1        | Deutschland          | 03.04.2007           | 2022                 | 1. FSV Mainz 05      |          |          |
| Mittelfeld           |                      |                      |                      |                      |                      |          |          |
| 06                   | Imad Jaadar          | Marokko              | 27.08.2005           | 2025                 | Rot-Weiß Walldorf    |          |          |
| 08                   | Tom Steineck         | Deutschland          | 01.03.2007           | 2024                 | 1. FSV Mainz 05      |          |          |
| 10                   | Luis Klappich        | Deutschland          | 10.07.2006           | 2019                 | Eigene Jugend        |          |          |
| 11                   | Nasir Zaatan         | Deutschland          | 13.09.2006           | 2025                 | FSV Frankfurt        |          |          |
| 18                   | Jonas Buchberger     | Deutschland          | 18.06.2007           | 2022                 | FSV Frankfurt        |          |          |
| 19                   | Milian Herbst        | Deutschland          | 23.02.2008           | 2023                 | KSV Hessen Kassel    |          |          |
| 29                   | Kian Rebner          | Deutschland          | 04.02.2005           | 2025                 | Rot-Weiß Walldorf    |          |          |
| 47                   | Othmane El Idrissi 1 | Marokko              | 07.10.2006           | 2021                 | Rot-Weiss Frankfurt  |          |          |
| Angriff              |                      |                      |                      |                      |                      |          |          |
| 07                   | Mika Schlosser       | Deutschland          | 05.09.2006           | 2024                 | FSV Frankfurt        |          |          |
| 09                   | Smail Kadrijaj       | Albanien             | 20.01.2005           | 2025                 | FC Hanau 93          |          |          |
| 24                   | Luigi Mignano        | Italien              | 07.05.2006           | 2025                 | 1. FC Heidenheim     |          |          |

### Transfers

#### Transfers Sommer 2025
| Aziz Alagi        | SV Sandhausen           |
| Jonas Buchberger  | SV Darmstadt 98 U19     |
| Bastian Görtler   | SV Darmstadt 98 U19     |
| Milian Herbst     | SV Darmstadt 98 U19     |
| Imad Jaadar       | Rot-Weiß Walldorf       |
| Smail Kadrijaj    | FC Hanau 93             |
| Burak Karakaya    | SV Gonsenheim           |
| Luis Klappich     | SV Darmstadt 98 U19     |
| Kelvin Kunstmann  | SV Darmstadt 98 U19     |
| Marcello Maier    | SV Darmstadt 98 U19     |
| Luigi Mignano     | 1. FC Heidenheim U19    |
| Kian Rebner       | Rot-Weiß Walldorf       |
| Loann Schnerring  | Stuttgarter Kickers U19 |
| Mauritius Schönig | TSG 1899 Hoffenheim U19 |
| Tom Steineck      | SV Darmstadt 98 U19     |
| Nasir Zaatan      | FSV Frankfurt U19       |

| Tim Arnold        | SV Darmstadt 98, 1. Mannschaft |
| Benjamin Basic    | SV Gonsenheim                  |
| Elias Crössmann   | Wacker Burghausen              |
| Julian Donges     | SV Gonsenheim                  |
| Samir Gegg        | FC Gießen                      |
| Viktor Grbic      | FK Rudar Prijedor              |
| Henry Held        | Viktoria Aschaffenburg         |
| Marcel Kuhlmann   | VfB Marburg                    |
| Georgios Makridis | Viktoria Aschaffenburg         |
| Max Pfister       | SV Darmstadt 98, 1. Mannschaft |
| Maurizio Robotta  | TSV Schott Mainz               |
| Nick Sauer        | Rot-Weiß Walldorf              |
| Ilya Sereda       | Rot-Weiß Walldorf II           |
| Till Streller     | Ziel unbekannt                 |
| Leon Walch        | Türkgücü München               |
| Mateo Zelic       | SC Freiburg II                 |

### Spiele

#### Hessenliga
Die Tabelle listet alle Spiele des Vereins in der Fußball-Hessenliga 2025/26 auf. Siege sind grün, Unentschieden sind gelb und Niederlagen sind rot hinterlegt.
| ST | Datum              | Gegner                       | Platz    | Ort                                                  | Zuschauer | Ergebnis  | Tore |
| -- | ------------------ | ---------------------------- | -------- | ---------------------------------------------------- | --------- | --------- | --- |
| 1  | 2. August 2025     | Türk Gücü Friedberg          | Auswärts | Sportanlage Burgfeld, Friedberg (Hessen)             | 300       | 0:2 (0:1) | 0:1 El Idrissi (34.), 0:2 Pfister (73.)                                                                                    |
| 2  | 9. August 2025     | CSC 03 Kassel                | Heim     | Sportplatz am Hinkelstein, Alsbach-Hähnlein          | 110       | 5:0 (1:0) | 1:0 Kadrijaj (36., Elfmeter), 2:0 Kadrijaj (46.), 3:0 El Idrissi (49.), 4:0 Herbst (55.), 5:0 Schlosser (90.+1)            |
| 3  | 16. August 2025    | Rot-Weiß Walldorf            | Heim     | Sportplatz am Hinkelstein, Alsbach-Hähnlein          | 200       | 1:3 (1:1) | 1:0 Kadrijaj (12.), 1:1 Manganiello (20.), 1:2 Spamer (73.), 1:3 Kallo (76.)                                               |
| 4  | 20. August 2025    | SV Hummetroth                | Auswärts | Erbacher Sportpark, Erbach (Odenwald)                | 1.500     | 3:3 (1:1) | 1:0 Oliveira (6.), 1:1 Rebner (26.), 1:2 Kadrijaj (58.), 2:2 Signorelli (69.), 2:3 Pfister (90.+4), 3:3 Signorelli (90.+6) |
| 5  | 23. August 2025    | FC Gießen                    | Auswärts | Waldstadion, Gießen                                  |           | -:- (-:-) | |
| 6  | 30. August 2025    | Hanauer SC 1960              | Heim     | Sportplatz am Hinkelstein, Alsbach-Hähnlein          |           | -:- (-:-) | |
| 7  | 10. September 2025 | SC Waldgirmes                | Auswärts | Stadion in den Lahnauen, Waldgirmes                  |           | -:- (-:-) | |
| 8  | 14. September 2025 | SV Adler Weidenhausen        | Heim     | Sportplatz am Hinkelstein, Alsbach-Hähnlein          |           | -:- (-:-) | |
| 9  | 20. September 2025 | TSV Eintracht Stadtallendorf | Auswärts | Herrenwaldstadion, Stadtallendorf                    |           | -:- (-:-) | |
| 10 | 27. September 2025 | KSV Baunatal                 | Heim     | Sportplatz am Hinkelstein, Alsbach-Hähnlein          |           | -:- (-:-) | |
| 11 | 4. Oktober 2025    | VfB Marburg                  | Auswärts | Stadion an der Gisselberger Straße, Marburg          |           | -:- (-:-) | |
| 12 | 11. Oktober 2025   | Hünfelder SV                 | Heim     | Sportplatz am Hinkelstein, Alsbach-Hähnlein          |           | -:- (-:-) | |
| 13 | 18. Oktober 2025   | FSV 1926 Fernwald            | Auswärts | Sportanlage Oppenröder Straße, Steinbach (Fernwald)  |           | -:- (-:-) | |
| 14 | 22. Oktober 2025   | FC Hanau 93                  | Heim     | Sportplatz am Hinkelstein, Alsbach-Hähnlein          |           | -:- (-:-) | |
| 17 | 25. Oktober 2025   | Eintracht Frankfurt II       | Heim     | Merck-Stadion am Böllenfalltor, Darmstadt            |           | -:- (-:-) | |
| 15 | 2. November 2025   | FC TuBa Pohlheim             | Auswärts | Sportplatz auf dem Bettenberg, Pohlheim              |           | -:- (-:-) | |
| 16 | 8. November 2025   | FC Eddersheim                | Heim     | Sportplatz am Hinkelstein, Alsbach-Hähnlein          |           | -:- (-:-) | |
| 18 | 23. November 2025  | CSC 03 Kassel                | Auswärts | Jahnkampfbahn, Kassel                                |           | -:- (-:-) | |
| 19 | 30. November 2025  | Rot-Weiß Walldorf            | Auswärts | Stadion an der Okrifteler Straße, Mörfelden-Walldorf |           | -:- (-:-) | |
| 26 | 6. Dezember 2025   | Eintracht Frankfurt II       | Auswärts | noch offen                                           |           | -:- (-:-) | |
| 21 | 28. Februar 2026   | Türk Gücü Friedberg          | Heim     | Sportplatz am Hinkelstein, Alsbach-Hähnlein          |           | -:- (-:-) | |
| 22 | 7. März 2026       | FC Gießen                    | Heim     | Sportplatz am Hinkelstein, Alsbach-Hähnlein          |           | -:- (-:-) | |
| 23 | 15. März 2026      | Hanauer SC 1960              | Auswärts | Herbert-Dröse-Stadion, Hanau                         |           | -:- (-:-) | |
| 24 | 21. März 2026      | SC Waldgirmes                | Heim     | Sportplatz am Hinkelstein, Alsbach-Hähnlein          |           | -:- (-:-) | |
| 25 | 28. März 2026      | SV Adler Weidenhausen        | Auswärts | Sportplatz Chattenloh, Weidenhausen (Meißner)        |           | -:- (-:-) | |
| 20 | 2. April 2026      | SV Hummetroth                | Heim     | Sportplatz am Hinkelstein, Alsbach-Hähnlein          |           | -:- (-:-) | |
| 27 | 11. April 2026     | TSV Eintracht Stadtallendorf | Heim     | Sportplatz am Hinkelstein, Alsbach-Hähnlein          |           | -:- (-:-) | |
| 28 | 18. April 2026     | KSV Baunatal                 | Auswärts | Parkstadion, Baunatal                                |           | -:- (-:-) | |
| 29 | 25. April 2026     | VfB Marburg                  | Heim     | Sportplatz am Hinkelstein, Alsbach-Hähnlein          |           | -:- (-:-) | |
| 30 | 2. Mai 2026        | Hünfelder SV                 | Auswärts | Rhönkampfbahn, Hünfeld                               |           | -:- (-:-) | |
| 31 | 9. Mai 2026        | FSV 1926 Fernwald            | Heim     | Sportplatz am Hinkelstein, Alsbach-Hähnlein          |           | -:- (-:-) | |
| 32 | 16. Mai 2026       | FC Hanau 93                  | Auswärts | Heinrich-Sonnrein-Sportanlage, Hanau                 |           | -:- (-:-) | |
| 33 | 23. Mai 2026       | FC TuBa Pohlheim             | Heim     | Sportplatz am Hinkelstein, Alsbach-Hähnlein          |           | -:- (-:-) | |
| 34 | 30. Mai 2026       | FC Eddersheim                | Auswärts | Sportplatz an der Staustufe, Hattersheim am Main     |           | -:- (-:-) | |

#### Testspiele
Diese Tabelle führt die ausgetragenen Testspiele des SV Darmstadt 98 II in der Saison 2025/26 auf. Siege sind grün, Unentschieden sind gelb und Niederlagen sind rot hinterlegt.
| Datum         | Gegner                 | Liga des Gegners                   | Platz    | Ort                                         | Ergebnis  | Tore |
| ------------- | ---------------------- | ---------------------------------- | -------- | ------------------------------------------- | --------- | --- |
| 5. Juli 2025  | Wormatia Worms         | Oberliga Rheinland-Pfalz/Saar (V.) | Heim     | Sportplatz am Hinkelstein, Alsbach-Hähnlein | 2:5 (1:1) | 1:0 (14.), 1:1 Sundin (42.), 1:2 Schehl (53.), 1:3 Özkaya (54.), 1:4 Fladung (57.), 2:4 Mignano (74., Elfmeter), 2:5 Jäger (85.)                           |
| 12. Juli 2025 | TSV 1881 Gau-Odernheim | Oberliga Rheinland-Pfalz/Saar (V.) | Heim     | Sportplatz am Hinkelstein, Alsbach-Hähnlein | 1:6 (0:1) | 0:1 Friedrich (12.), 0:2 Nekunga (46.), 0:3 Meslem (48.), 1:3 Jaadar (56.), 1:4 Friedrich (59.), 1:5 Meslem (61.), 1:6 Dimitrijevic (68.)                  |
| 16. Juli 2025 | FSV Hollenbach         | Oberliga Baden-Württemberg (V.)    | Auswärts | JAKO-Arena, Mulfingen                       | 1:0 1     | 1:0 Schlosser (35.) |
| 18. Juli 2025 | SV Fürth               | Gruppenliga Darmstadt (VII.)       | Neutral  | Tauberstadion, Tauberbischofsheim           | 8:0 (4:0) | 1:0 Mignano (13.), 2:0 Mignano (29.), 3:0 Mignano (32.), 4:0 Mignano (43.), 5:0 Kadrijaj (54.), 6:0 Jaadar (57.), 7:0 Steineck (66.), 8:0 Schnerring (87.) |
| 26. Juli 2025 | TuS Hornau             | Verbandsliga Hessen Mitte (VI.)    | Heim     | Sportplatz am Hinkelstein, Alsbach-Hähnlein | 1:1 (0:0) | 0:1 Krönert (48.), 1:1 Mignano (79.) |

### Saisonverlauf
| Spieltag | 1 | 2 | 3 | 4 | 5 | 6 | 7 | 8 | 9 | 10 | 11 | 12 | 13 | 14 | 15 | 16 | 17 | 18 | 19 | 20 | 21 | 22 | 23 | 24 | 25 | 26 | 27 | 28 | 29 | 30 | 31 | 32 | 33 | 34 |
| -------- | - | - | - | - | - | - | - | - | - | -- | -- | -- | -- | -- | -- | -- | -- | -- | -- | -- | -- | -- | -- | -- | -- | -- | -- | -- | -- | -- | -- | -- | -- | -- |
| Spielort | A | H | H | A | A | H | A | H | A | H  | A  | H  | A  | H  | A  | H  | H  | A  | A  | H  | H  | H  | A  | H  | A  | A  | H  | A  | H  | A  | H  | A  | H  | A  |
| Resultat | S | S | N | U |   |   |   |   |   |    |    |    |    |    |    |    |    |    |    |    |    |    |    |    |    |    |    |    |    |    |    |    |    |    |
| Platz    | 5 | 1 | 7 | 7 |   |   |   |   |   |    |    |    |    |    |    |    |    |    |    |    |    |    |    |    |    |    |    |    |    |    |    |    |    |    |

Legende: Spielort: H = Heim; A = Auswärts. Resultat: S = Sieg; U = Unentschieden; N = Niederlage

## SV Darmstadt 98 III
Zur Saison 2025/26 tritt die Fanmannschaft des SV Darmstadt 98 nach der erfolgreichen Meisterschaft in der Vorsaison der Kreisliga C Darmstadt nun erstmals in der zehntklassigen Kreisliga B Darmstadt an.
Ihre Heimspiele trägt die dritte Mannschaft im 8,7 Kilometer entfernten „Sportplatz am grünen Steg“ in Pfungstadt, Heimat des Ligakonkurrenten RSV Germania Pfungstadt, aus. Cheftrainer ist Andreas Degenhardt.

### Kader
| Kader Saison 2025/26 | Kader Saison 2025/26 | Kader Saison 2025/26 | Kader Saison 2025/26 | Kader Saison 2025/26 | Kader Saison 2025/26    | Kader Saison 2025/26 |
| Nr.                  | Spieler              | Nat.                 | Geburtsdatum         | im Verein seit       | vorheriger Verein       |                      |
| Torhüter             | Torhüter             | Torhüter             | Torhüter             | Torhüter             | Torhüter                | Torhüter             |
| -------------------- | -------------------- | -------------------- | -------------------- | -------------------- | ----------------------- | -------------------- |
| 01                   | Alexander Ross       | Deutschland          | 27.06.2002           | 2022                 | SC Hassia Dieburg       |                      |
| 38                   | Patrick Steuernagel  | Deutschland          | 30.06.1993           | 2020                 | SV Hahn                 |                      |
| Abwehr               |                      |                      |                      |                      |                         |                      |
| 02                   | Jan Emmerich         | Deutschland          | 09.02.2000           | 2025                 | Erster Verein           |                      |
| 03                   | Tim Kabisch          | Deutschland          | 07.01.1993           | 2020                 | SpVgg Seeheim-Jugenh.   |                      |
| 17                   | Maximilian Schimmel  | Deutschland          | 20.02.1989           | 2020                 | TSV Eschollbrücken      |                      |
| 22                   | Steve Weber          | Deutschland          | 21.08.1994           | 2020                 | Erster Verein           |                      |
| 24                   | Justus Georg         | Deutschland          | 23.04.2000           | 2021                 | Erster Verein           |                      |
| 30                   | Manuel Schütz        | Deutschland          | 23.05.2005           | 2023                 | Erster Verein           |                      |
| Mittelfeld           |                      |                      |                      |                      |                         |                      |
| 05                   | Julian Schreiber     | Deutschland          | 27.04.1996           | 2023                 | SF Obersdorf-Rödgen     |                      |
| 06                   | Eldar Akazanov       | Deutschland          | 02.11.2001           | 2023                 | DJK-SSG Darmstadt       |                      |
| 07                   | Massimiliano Viola   | Deutschland          | 15.12.2000           | 2022                 | FTG Pfungstadt          |                      |
| 08                   | Julian Beilstein     | Deutschland          | 06.07.1999           | 2021                 | Erster Verein           |                      |
| 10                   | Timo Frohberg        | Deutschland          | 01.01.2000           | 2023                 | SV Groß-Bieberau        |                      |
| 13                   | Florian Fritsch      | Deutschland          | 04.08.1979           | 2020                 | Erster Verein           |                      |
| 21                   | Felix Bärenz         | Deutschland          | 26.11.1997           | 2022                 | FC Alsbach              |                      |
| 32                   | Paul Sonderecker     | Deutschland          | 16.03.1998           | 2020                 | Erster Verein           |                      |
| 33                   | Ole Michel Bautz     | Deutschland          | 03.07.2001           | 2021                 | Erster Verein           |                      |
| Angriff              |                      |                      |                      |                      |                         |                      |
| 9                    | Marius Wetter        | Deutschland          | 03.12.1989           | 2020                 | Erster Verein           |                      |
| 11                   | Deniz Guellueoglu    | Italien              | 23.05.2001           | 2023                 | TSG Messel              |                      |
| 31                   | Dominik Lewis        | Deutschland          | 03.09.1986           | 2022                 | 1. FCA Darmstadt        |                      |
| 39                   | Sven Muth            | Deutschland          | 09.03.1995           | 2024                 | RSV Germania Pfungstadt |                      |

- Stand Kader: 21. August 2025

### Spiele

#### Kreisliga B Darmstadt
Die Tabelle listet alle Spiele des SV Darmstadt 98 III in der Kreisliga B Darmstadt 2025/26 auf. Siege sind grün, Unentschieden sind gelb und Niederlagen sind rot hinterlegt.
| ST | Datum              | Gegner                  | Platz    | Ergebnis  | Tore |
| -- | ------------------ | ----------------------- | -------- | --------- | --- |
| 2  | 10. August 2025    | SV St. Stephan II       | Auswärts | 5:1 (3:1) | 1:0 Schulz (14.), 1:1 Emmerich (15.), 2:1 Hillgaertner (20.), 3:1 Hillgaertner (25.), 4:1 Ökten (46.), 5:1 König (73.)                                                       |
| 1  | 15. August 2025    | FSV Schneppenhausen     | Heim     | 1:7 (1:2) | 1:0 Wetter (8.), 1:1 C. Arslanparcasi (21.), 1:2 Landau (30.), 1:3 E. Arslanparcasi (54., Elfmeter), 1:4 Landau (55.), 1:5 Kruppert (69.), 1:6 Barth (73.), 1:7 Miasko (77.) |
| 3  | 17. August 2025    | Darmstädter TSG 1846 II | Auswärts | 5:3 (2:2) | 0:1 Muth (10.), 0:2 Schreiber (14.), 1:2 Lee (15.), 2:2 Heintze (44., Elfmeter), 2:3 Emmerich (50.), 3:3 Weiler (71.), 4:3 Lee (74.), 5:3 Heintze (86.)                      |
| 4  | 23. August 2025    | SKG Gräfenhausen        | Heim     | -:- (-:-) | |
| 5  | 2. September 2025  | SKG Roßdorf II          | Auswärts | -:- (-:-) | |
| 6  | 7. September 2025  | TG Bessungen            | Heim     | -:- (-:-) | |
| 7  | 14. September 2025 | FC Sturm Darmstadt      | Auswärts | -:- (-:-) | |
| 8  | 24. September 2025 | Türk Gücü Darmstadt II  | Heim     | -:- (-:-) | |
| 9  | 28. September 2025 | Kamerun Darmstadt       | Auswärts | -:- (-:-) | |
| 10 | 5. Oktober 2025    | RSV Germania Pfungstadt | Heim     | -:- (-:-) | |
| 11 | 12. Oktober 2025   | SV Weiterstadt          | Auswärts | -:- (-:-) | |
| 12 | 19. Oktober 2025   | SG Arheilgen II         | Heim     | -:- (-:-) | |
| 13 | 26. Oktober 2025   | SKV Hähnlein            | Auswärts | -:- (-:-) | |
| 14 | 2. November 2025   | TSV Braunshardt         | Heim     | -:- (-:-) | |
| 15 | 9. November 2025   | SV Erzhausen II         | Auswärts | -:- (-:-) | |
| 16 | 16. November 2025  | FSV Schneppenhausen     | Auswärts | -:- (-:-) | |
| 17 | 23. November 2025  | SV St. Stephan II       | Heim     | -:- (-:-) | |
| 18 | 30. November 2025  | Darmstädter TSG 1846 II | Heim     | -:- (-:-) | |
| 19 | 8. März 2026       | SKG Gräfenhausen        | Auswärts | -:- (-:-) | |
| 20 | 15. März 2026      | SKG Roßdorf II          | Heim     | -:- (-:-) | |
| 21 | 22. März 2026      | TG Bessungen            | Auswärts | -:- (-:-) | |
| 22 | 29. März 2026      | FC Sturm Darmstadt      | Heim     | -:- (-:-) | |
| 23 | 12. April 2026     | Türk Gücü Darmstadt II  | Auswärts | -:- (-:-) | |
| 24 | 19. April 2026     | Kamerun Darmstadt       | Heim     | -:- (-:-) | |
| 25 | 26. April 2026     | RSV Germania Pfungstadt | Auswärts | -:- (-:-) | |
| 26 | 3. Mai 2026        | SV Weiterstadt          | Heim     | -:- (-:-) | |
| 27 | 10. Mai 2026       | SG Arheilgen II         | Auswärts | -:- (-:-) | |
| 28 | 17. Mai 2026       | SKV Hähnlein            | Heim     | -:- (-:-) | |
| 29 | 23. Mai 2026       | TSV Braunshardt         | Auswärts | -:- (-:-) | |
| 30 | 31. Mai 2026       | SV Erzhausen II         | Heim     | -:- (-:-) | |

#### Testspiele
Diese Tabelle führt die ausgetragenen Testspiele des SV Darmstadt 98 III in der Saison 2025/26 auf. Siege sind grün, Unentschieden sind gelb und Niederlagen sind rot hinterlegt.
| Datum          | Gegner                   | Liga des Gegners             | Platz    | Ergebnis   | Tore |
| -------------- | ------------------------ | ---------------------------- | -------- | ---------- | --- |
| 6. Juli 2025   | Viktoria Kleestadt II    | Kreisliga B Dieburg (X.)     | Auswärts | 5:1 (4:0)  | 1:0 Kurz (2.), 2:0 Ntournas (39.), 3:0 Hasoglu (40.), 4:0 Hasoglu (42.), 4:1 Sonderecker (63.), 5:1 Kurz (87.)                                                                                                  |
| 12. Juli 2025  | VfL Michelstadt II       | Kreisliga B Odenwald (X.)    | Heim     | 1:4 (0:4)  | 0:1 Sekinpunar (3.), 0:2 Ari (26.), 0:3 Agirdas (35.), 0:4 Maier (45.+1), 1:4 Muth (83.) |
| 27. Juli 2025  | FC Alsbach III           | Kreisliga D Darmstadt (XII.) | Auswärts | 1:10 (0:3) | 0:1 Muth (16.), 0:2 Schreiber (17.), 0:3 Schreiber (31.), 0:4 Viola (47.), 1:4 Sauter (50.), 1:5 Thierolf (53.), 1:6 Muth (61.), 1:7 Wetter (71.), 1:8 Thierolf (73.), 1:9 Thierolf (88.), 1:10 Kabisch (90.+1) |
| 3. August 2025 | SV Eintracht Zwingenberg | Kreisliga B Bergstraße (X.)  | Auswärts | 5:2 (3:1)  | 1:0 Stas (4.), 1:1 Guellueoglu (12.), 2:1 Yagiz (20.), 3:1 Fornoff (34.), 3:2 Frohberg (68.), 4:2 Walter (87.), 5:2 Erkek (90.)                                                                                 |

### Saisonverlauf
| Spieltag | 1  | 2  | 3  | 4 | 5 | 6 | 7 | 8 | 9 | 10 | 11 | 12 | 13 | 14 | 15 | 16 | 17 | 18 | 19 | 20 | 21 | 22 | 23 | 24 | 25 | 26 | 27 | 28 | 29 | 30 |
| -------- | -- | -- | -- | - | - | - | - | - | - | -- | -- | -- | -- | -- | -- | -- | -- | -- | -- | -- | -- | -- | -- | -- | -- | -- | -- | -- | -- | -- |
| Spielort | H  | A  | A  | H | A | H | A | H | A | H  | A  | H  | A  | H  | A  | A  | H  | H  | A  | H  | A  | H  | A  | H  | A  | H  | A  | H  | A  | H  |
| Resultat | N  | N  | N  |   |   |   |   |   |   |    |    |    |    |    |    |    |    |    |    |    |    |    |    |    |    |    |    |    |    |    |
| Platz    | 16 | 16 | 16 |   |   |   |   |   |   |    |    |    |    |    |    |    |    |    |    |    |    |    |    |    |    |    |    |    |    |    |

Legende: Spielort: H = Heim; A = Auswärts. Resultat: S = Sieg; U = Unentschieden; N = Niederlage